# Gislum Sogn
Gislum Sogn er et sogn i Vesthimmerlands Provsti (Viborg Stift).
I 1800-tallet var Vognsild Sogn anneks til Gislum Sogn. Begge sogne hørte til Gislum Herred i Aalborg Amt. Gislum-Vognsild sognekommune indgik ved kommunalreformen i 1970 i Aars Kommune, der ved strukturreformen i 2007 indgik i Vesthimmerlands Kommune.
I Gislum Sogn ligger Gislum Kirke.
I sognet findes følgende autoriserede stednavne:
- Gislum (bebyggelse, ejerlav)
- Kællingtandgårde (bebyggelse, ejerlav)
- Nyrup (bebyggelse, ejerlav)
- Riskær (areal)
- Smal Gislum (bebyggelse)
- Sønder Gislum (bebyggelse)